# Hypatopa crux
Hypatopa crux  (лат.) — вид мелких молевидных бабочек рода Hypatopa из семейства сумрачные моли (Blastobasidae, Gelechioidea). Эндемик Коста-Рики (Центральная Америка). Длина передних крыльев 3,9 — 5,1 мм. Окраска жгутика усиков коричневато-серая; ноги коричневые; передние и задние крылья, фронтоклипеус и вертекс головы, скапус усика и хоботок палево-коричневые. Обладает сходством с видом Hypatopa acus, отличаясь от них деталями строения гениталий. Вид был впервые описан в 2013 году американским лепидоптерологом Дэвидом Адамски (David Adamski, Department of Entomology, Национальный музей естественной истории, Смитсоновский институт, Вашингтон). Название вида является производным от латинского слова crux.